# Leichtathletik-Weltmeisterschaften 1993/800 m der Männer

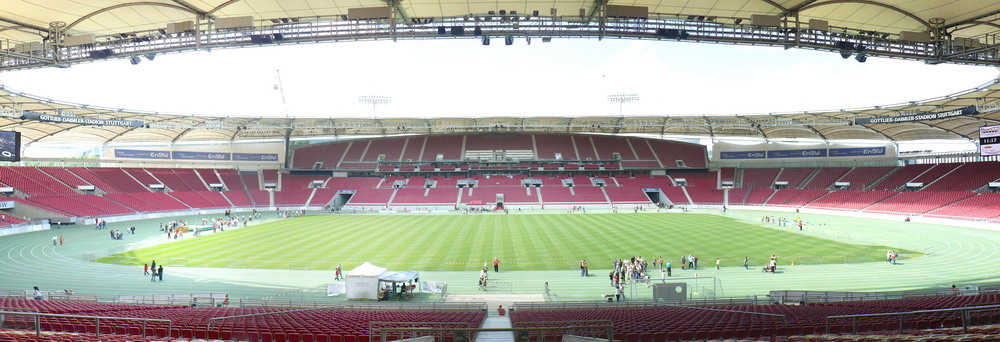
Das Stuttgarter Gottlieb-Daimler-Stadion im Jahr 2007

Der 800-Meter-Lauf der Männer bei den Leichtathletik-Weltmeisterschaften 1993 wurde vom 14. bis 17. August 1993 im Stuttgarter Gottlieb-Daimler-Stadion ausgetragen.
Die Mittelstreckenläufer aus Kenia errangen in diesem Wettbewerb mit Gold und Bronze zwei Medaillen. Weltmeister wurde der Zweite der Afrikameisterschaften 1993 Paul Ruto. Er gewann vor dem Italiener Giuseppe D’Urso. Bronze ging an den zweifachen Weltmeister (1987/1991) Billy Konchellah.

## Bestehende Rekorde
| Weltrekord | 1:41,73 min | Sebastian Coe    | Florenz, Italien        | 10. Juni 1981     |
| WM-Rekord  | 1:43,06 min | Billy Konchellah | WM 1987 in Rom, Italien | 1. September 1987 |

Der bestehende WM-Rekord wurde bei diesen Weltmeisterschaften nicht eingestellt und nicht verbessert.

## Vorrunde
Die Vorrunde wurde in sechs Läufen durchgeführt. Die ersten drei Athleten pro Lauf – hellblau unterlegt – sowie die darüber hinaus sechs zeitschnellsten Läufer – hellgrün unterlegt – qualifizierten sich für das Halbfinale.

### Vorlauf 1
14. August 1993, 18:00 Uhr
| Platz | Name                  | Nation      | Zeit (min) |
| ----- | --------------------- | ----------- | ---------- |
| 1     | Hezekiél Sepeng       | Südafrika   | 1:46,27    |
| 2     | Johnny Gray           | USA         | 1:46,28    |
| 3     | Luis Javier González  | Spanien     | 1:46,36    |
| 4     | Marko Koers           | Niederlande | 1:46,37    |
| 5     | Gilmar Santos         | Brasilien   | 1:51,04    |
| 6     | Christopher Blackburn | Mauritius   | 1:52,78    |
| 7     | Juan José Tapia       | Panama      | 1:52,99    |

### Vorlauf 2
14. August 1993, 18:06 Uhr
| Platz | Name                 | Nation    | Zeit (min) |
| ----- | -------------------- | --------- | ---------- |
| 1     | José Luíz Barbosa    | Brasilien | 1:46,12    |
| 2     | Iwan Komar           | Belarus   | 1:46,40    |
| 3     | Billy Konchellah     | Kenia     | 1:46,53    |
| 4     | Vebjørn Rodal        | Norwegen  | 1:46,57    |
| 5     | José Parrilla        | USA       | 1:46,94    |
| 6     | Lee Jin-Il           | Südkorea  | 1:47,99    |
| 7     | Gop Bahadur Adgikari | Nepal     | 1:51,74    |
| 8     | Mukadi Mubenga       | Zaire     | 1:55,83    |

### Vorlauf 3
14. August 1993, 18:12 Uhr
| Platz | Name                 | Nation              | Zeit (min) |
| ----- | -------------------- | ------------------- | ---------- |
| 1     | Atle Douglas         | Norwegen            | 1:49,13    |
| 2     | Ari Suhonen          | Finnland            | 1:49,44    |
| 3     | William Tanui        | Kenia               | 1:49,51    |
| 4     | Tomás de Teresa      | Spanien             | 1:49,79    |
| 5     | Anatoli Makarewitsch | Belarus             | 1:50,65    |
| 6     | Dale Jones           | Antigua und Barbuda | 1:51,02    |
| 7     | Naseer Ismail        | Malediven           | 2:02,70    |

### Vorlauf 4
14. August 1993, 18:18 Uhr
| Platz | Name                | Nation         | Zeit (min) |
| ----- | ------------------- | -------------- | ---------- |
| 1     | Kennedy Osei        | Ghana          | 1:48,65    |
| 2     | Curtis Robb         | Großbritannien | 1:49,29    |
| 3     | Clive Terrelonge    | Jamaika        | 1:50,03    |
| 4     | Adoum Terap         | Tschad         | 1:53,61    |
| DNF   | Andrea Benvenuti    | Italien        |            |
| DNS   | Charles Nkazamyampi | Burundi        |            |
| DNS   | Tommy Asinga        | Suriname       |            |

### Vorlauf 5

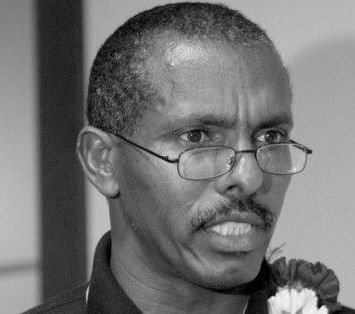
Um eine Hundertstelsekunde bzw. einen Rang verpasste Abdi Bile, der Weltmeister über 1500 Meter von 1987, den Einzug ins Halbfinale – hier errang er fünf Tage später über 1500 Meter Bronze

14. August 1993, 18:24 Uhr
| Platz | Name            | Nation         | Zeit (min) |
| ----- | --------------- | -------------- | ---------- |
| 1     | Giuseppe D’Urso | Italien        | 1:48,79    |
| 2     | Tom McKean      | Großbritannien | 1:48,79    |
| 3     | Mark Everett    | USA            | 1:48,89    |
| 4     | Abdi Bile       | Somalia        | 1:48,90    |
| 5     | Farah Ibrahim   | Katar          | 1:49,86    |
| 6     | Mbiganyi Thee   | Botswana       | 1:49,91    |
| 7     | Carlos Mairena  | Nicaragua      | 1:52,01    |

### Vorlauf 6
14. August 1993, 18:2304 Uhr
| Platz | Name             | Nation         | Zeit (min) |
| ----- | ---------------- | -------------- | ---------- |
| 1     | Mahjoub Haïda    | Marokko        | 1:46,35    |
| 2     | Paul Ruto        | Kenia          | 1:46,41    |
| 3     | Martin Steele    | Großbritannien | 1:46,47    |
| 4     | Freddie Williams | Kanada         | 1:46,63    |
| 5     | Nathan Kahan     | Belgien        | 1:46,72    |
| 6     | Nico Motchebon   | Deutschland    | 1:46,94    |
| 7     | Ali Khazaal      | Libanon        | 1:57,15    |

## Halbfinale
In den drei Halbfinalläufen qualifizierten sich die jeweils ersten beiden Athleten – hellblau unterlegt – sowie die darüber hinaus zwei zeitschnellsten Läufer – hellgrün unterlegt – für das Finale.

### Halbfinallauf 1

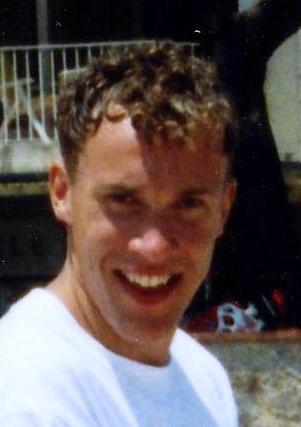
Vebjørn Rodal – drei Jahre später Olympiasieger – erreichte mit seinem siebten Rang nicht das Finale

15. August 1993, 20:50 Uhr
| Platz | Name             | Nation         | Zeit (min) |
| ----- | ---------------- | -------------- | ---------- |
| 1     | Billy Konchellah | Kenia          | 1:45,04    |
| 2     | Freddie Williams | Kanada         | 1:45,13    |
| 3     | Hezekiél Sepeng  | Südafrika      | 1:45,46    |
| 4     | Mahjoub Haïda    | Marokko        | 1:45,66    |
| 5     | Atle Douglas     | Norwegen       | 1:46,54    |
| 6     | Nico Motchebon   | Deutschland    | 1:46,58    |
| 7     | Martin Steele    | Großbritannien | 1:46,70    |
| 8     | Mark Everett     | USA            | 1:57,39    |

### Halbfinallauf 2

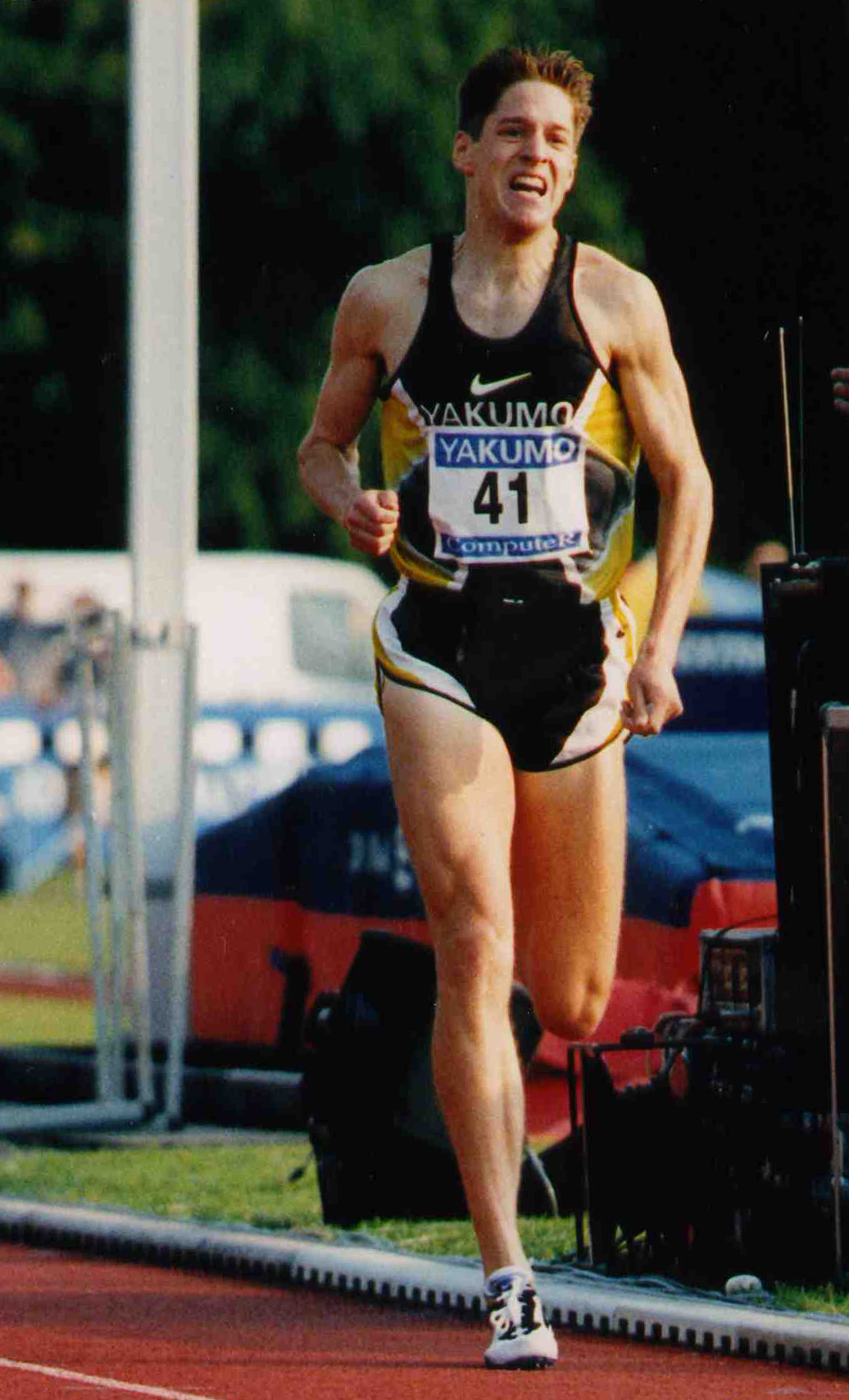
Als Fünfter seines Rennens überstand Marko Koers das Halbfinale nicht

15. August 1993, 21:00 Uhr
| Platz | Name              | Nation         | Zeit (min) |
| ----- | ----------------- | -------------- | ---------- |
| 1     | Giuseppe D’Urso   | Italien        | 1:44,83    |
| 2     | Curtis Robb       | Großbritannien | 1:44,92    |
| 3     | Paul Ruto         | Kenia          | 1:45,05    |
| 4     | Nathan Kahan      | Belgien        | 1:45,75    |
| 5     | Iwan Komar        | Belarus        | 1:45,76    |
| 6     | José Luíz Barbosa | Brasilien      | 1:45,92    |
| 7     | Vebjørn Rodal     | Norwegen       | 1:46,50    |
| 8     | Johnny Gray       | USA            | 1:50,89    |

### Halbfinallauf 3
15. August 1993, 21:10 Uhr
| Platz | Name                 | Nation         | Zeit (min) |
| ----- | -------------------- | -------------- | ---------- |
| 1     | Tom McKean           | Großbritannien | 1:45,64    |
| 2     | William Tanui        | Kenia          | 1:45,74    |
| 3     | Clive Terrelonge     | Jamaika        | 1:45,75    |
| 4     | José Parrilla        | USA            | 1:45,89    |
| 5     | Marko Koers          | Niederlande    | 1:45,90    |
| 6     | Ari Suhonen          | Finnland       | 1:46,35    |
| 7     | Kennedy Osei         | Ghana          | 1:46,48    |
| 8     | Luis Javier González | Spanien        | 1:47,29    |

## Finale
17. August 1993, 20:25 Uhr
| Platz | Name             | Nation         | Zeit (min) |
| ----- | ---------------- | -------------- | ---------- |
| 1     | Paul Ruto        | Kenia          | 1:44,71    |
| 2     | Giuseppe D’Urso  | Italien        | 1:44,86    |
| 3     | Billy Konchellah | Kenia          | 1:44,89    |
| 4     | Curtis Robb      | Großbritannien | 1:45,54    |
| 5     | Hezekiél Sepeng  | Südafrika      | 1:45,64    |
| 6     | Freddie Williams | Kanada         | 1:45,79    |
| 7     | William Tanui    | Kenia          | 1:45,80    |
| 8     | Tom McKean       | Großbritannien | 1:46,17    |

## Video
- 1993 World Championships 800m Final, Stuttgart, Germany auf youtube.com, abgerufen am 8. Mai 2020